# Francisco Javier Sáenz de Oiza
Francisco Javier Sáenz de Oiza (Cáseda, Navarra, 12 de octubre de 1918-Madrid,  18 de julio de 2000) fue un arquitecto español y profesor del departamento de Instalaciones de la Escuela Técnica Superior de Arquitectura de Madrid. Catedrático de proyectos y director de la escuela.

## Biografía
Su padre era arquitecto del Catastro en Sevilla y debido a la pandemia de gripe de 1918 los médicos recomendaron a su madre embarazada que se fuera al pueblo. En Cáseda nació Francisco Javier Sáenz de Oíza el 12 de octubre de 1918.
Años después su padre pidió el traslado de Sevilla a Madrid para que sus hijos pudieran estudiar en la Universidad de Madrid. Su padre murió en 1936 y él quedó como cabeza de familia. No participó en la guerra y al terminar la contienda hizo las milicias universitarias.
Obtuvo el título en la Escuela Técnica Superior de Arquitectura de Madrid de Madrid en 1946, recibiendo el "Premio Aníbal Alvárez" al mejor expediente académico, y ese mismo año ganó el Premio Nacional de Arquitectura. Recién acabados sus estudios, en 1947 viajó a los Estados Unidos para ampliar sus conocimientos gracias a la beca "Conde de Cartagena" concedida por la Real Academia de Bellas Artes de San Fernando. 
En 1949 volvió a España y comenzó a trabajar como profesor del departamento de Instalaciones de la Escuela Técnica Superior de Arquitectura de Madrid. Entre sus primeras construcciones se encuentran viviendas como el poblado de absorción de Fuencarral en 1958 y la del poblado de Batán en 1960. En 1968 logró la cátedra de Proyectos y de 1981 a 1983 fue director de la Escuela.
Una faceta poco conocida del arquitecto es la de inventor. En enero de 1946 registró su primera patente, un aparato para dibujar que mejoraba la precisión del dibujo. En julio de 1960 registró la segunda, esta proponía mejoras en la fabricación de tejas planas".
En 1985 le obligaron a jubilarse de la docencia a los 65 años, pero siguió trabajando como arquitecto.
Su actividad docente la compaginó durante toda su vida con la actividad profesional. Fue colaborador de Romany en la construcción de viviendas sociales y en el estudio de Manuel Cabeñes.
Maestro de arquitectos desde la universidad y desde su estudio, por el que pasaron entre otros  Rafael Moneo (1956-1961) y Juan Daniel Fullaondo.
Considerado una de las cumbres de la arquitectura moderna española, fue en su momento un creador polémico y arriesgado con obras discutidas pero que acabaron convirtiéndose en símbolos. Tomó inspiración de arquitectos como Frank Lloyd Wright, Mies van der Rohe, Eero Saarinen, Jorn Utzon, Louis Kahn y Le Corbusier.
Colaboró con artistas como Eduardo Chillida, Jorge Oteiza, Antonio López, Lucio Muñoz, Pablo Palazuelo o José Antonio Sistiaga. De joven quiso ser artista, pero a los 70 años se consideraba

Un monstruo, un bicho despreciable, porque las técnicas, la química, la resistencia de los materiales y todas esas zarandajas, lo complican todo y no te dejan espacio en la cabeza, ni tiempo para vivir y disfrutar.
Francisco Javier Sáenz de Oiza

## Vida personal
En Oñate conoció a su mujer, Felisa Guerra, mientras ella bailaba en la plaza del pueblo.
Tuvo siete hijos, de los que cuatro son arquitectos, Javier, Marisa, Noemi y Vicente.
Dormía 6 horas y pasaba tanto tiempo junto al flexo de su mesa de trabajo que se le llegó a formar una mancha en la frente por el calor del flexo.
Falleció en Madrid el 18 de julio de 2000 a los 81 años por un cáncer de colon.

## Proyectos

### Obras principales
- Santuario de Nuestra Señora de Aránzazu (1950-1954), situado en Oñate (Guipúzcoa), edificio religioso, de hormigón, piedra y acero. Ganó el concurso con el arquitecto Luis Laorga y coliderado con Jorge Oteiza. La obra se paralizó durante años porque Oteiza colocó 14 apóstoles en vez de 12. El Obispado de San Sebastián ordenó la suspensión cautelar de los trabajos de Oteiza por «no expresar adecuadamente el arte cristiano», acusándole prácticamente de herejía. Se inauguró en 1955 sin las esculturas de Oteiza. El proyecto se culminó en 1969.[3]

- Edificio Torres Blancas de Madrid (1961-1969). Ejemplo de arquitectura brutalista aplicada a viviendas de lujo.[6] Edificio de 71 m de alto que mantiene un planteamiento de ciudad jardín vertical. Búsqueda de una estructura espacial para edificios en altura. Síntesis de racionalismo y organicismo. Planteamiento no convencional del programa y necesidades. El edificio se expande arriba con terrazas circulares como la copa de un árbol. Proyecto encargado por el constructor Juan Huarte Beaumont. Inicialmente se proyectaron dos torres revestidas de mármol blanco, pero solo se construyó una de hormigón visto. Cada planta tiene cuatro viviendas donde se combinan formas circulares y rectangulares. Los cálculos estructurales son de Carlos Fernández Casado y Javier Manterola y tuvieron que resolver la colocación de grandes losas circulares en voladizo. La torre tiene 21 plantas y una intermedia dedicada a instalaciones generales. Además hay otras dos plantas en lo alto del edificio con restaurante y piscina. Hay viviendas de una planta y otras de doble altura. La escalera principal está revestida de mármol blanco.[5] La estructura del edificio es de hormigón armado y no tiene pilares. Son las paredes externas y la estructura vertical interna, las que garantizan la función de sustentación.[7] Oiza decía... "un árbol que parte desde el suelo" (No sabes si alguien sube o baja). Tan importante es la parte superior como la inferior. «Las torres son una manifestación de poder; para el hombre, ponerse de pie en términos arquitectónicos».[3] El constructor Juan Huarte le pagó sus honorarios con un apartamento de lujo en el edificio. Vivió diez años allí hasta que se mudó al barrio de Salamanca (Madrid).[1][8]

- Torre del Banco de Bilbao edificio de 107 m de altura con fachada de acero y cristal, ubicado en el complejo financiero y comercial AZCA de Madrid (1971-1978). Está construido sobre el túnel del ferrocarril. La estructura se apoya en dos grandes pilas de hormigón a los lados del túnel. La estructura central sostiene seis plataformas de hormigón pretensado y cada una soporta a su vez, cinco pisos de estructura metálica. La planta rectangular cuenta con dos núcleos que son a la vez de servicios (escaleras, ascensores...) y estructurales. Alrededor, el resto del espacio es diáfano, sin divisiones ni obstrucciones. La fachada presenta esquinas circulares de acero y cristal continuo para permitir las vistas al exterior desde cualquier punto. Destaca el color ocre, que cada vez es más intenso, como consecuencia de la oxidación del acero corten de la fachada.[7]

- Campus de la Universidad Pública de Navarra situado en la capital de su tierra natal, Pamplona. No está desarrollado en su totalidad estando pendiente la construcción del Paraninfo (1987).

- Torre-Triana, sede administrativa de varias consejerías en la isla de la Cartuja en Sevilla (1993). Es un homenaje al arquitecto Louis Kahn.[4]

- Palacio de Festivales de Cantabria, Santander,1991.

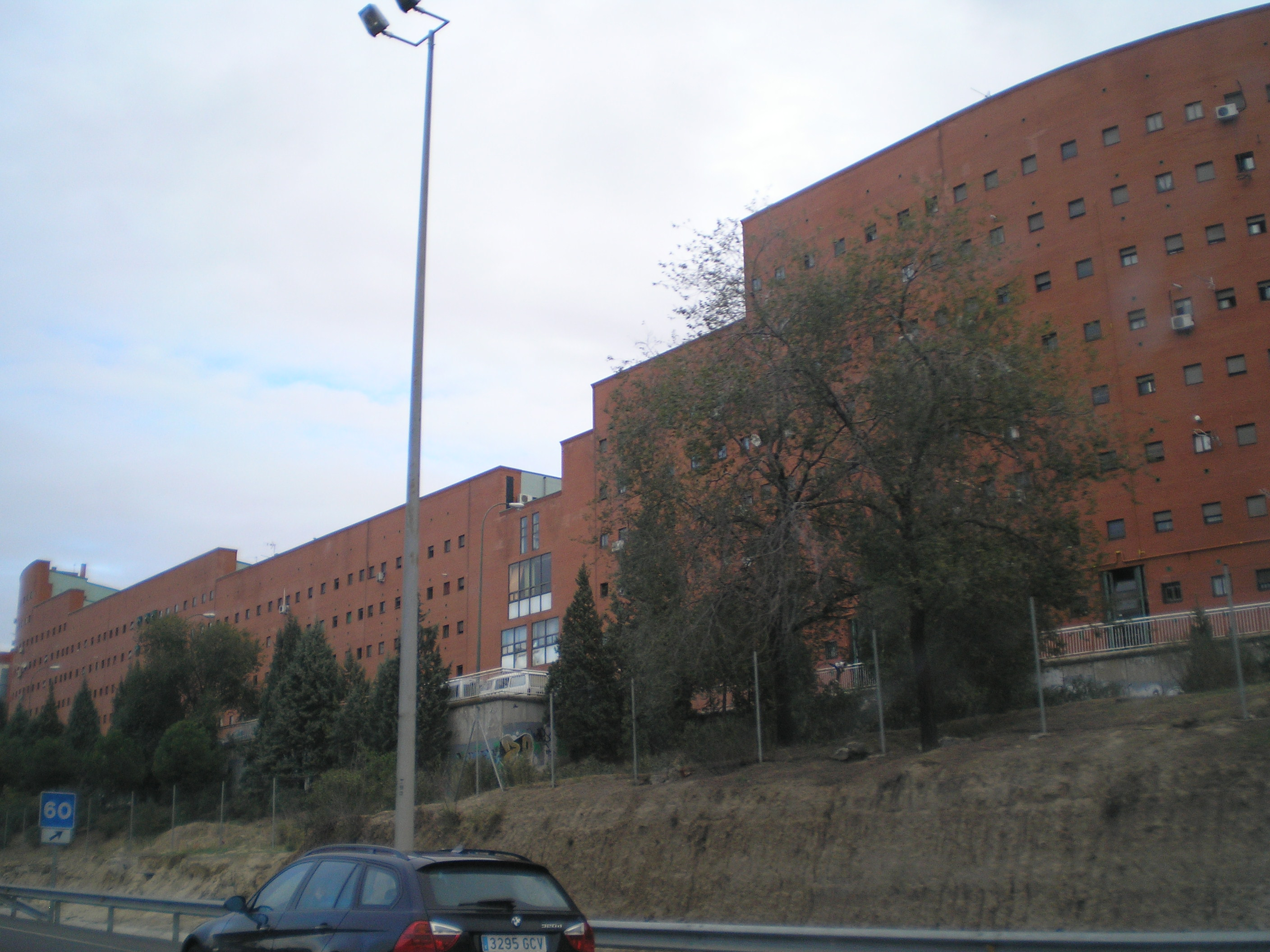
Viviendas "El Ruedo" en la M-30, Madrid.

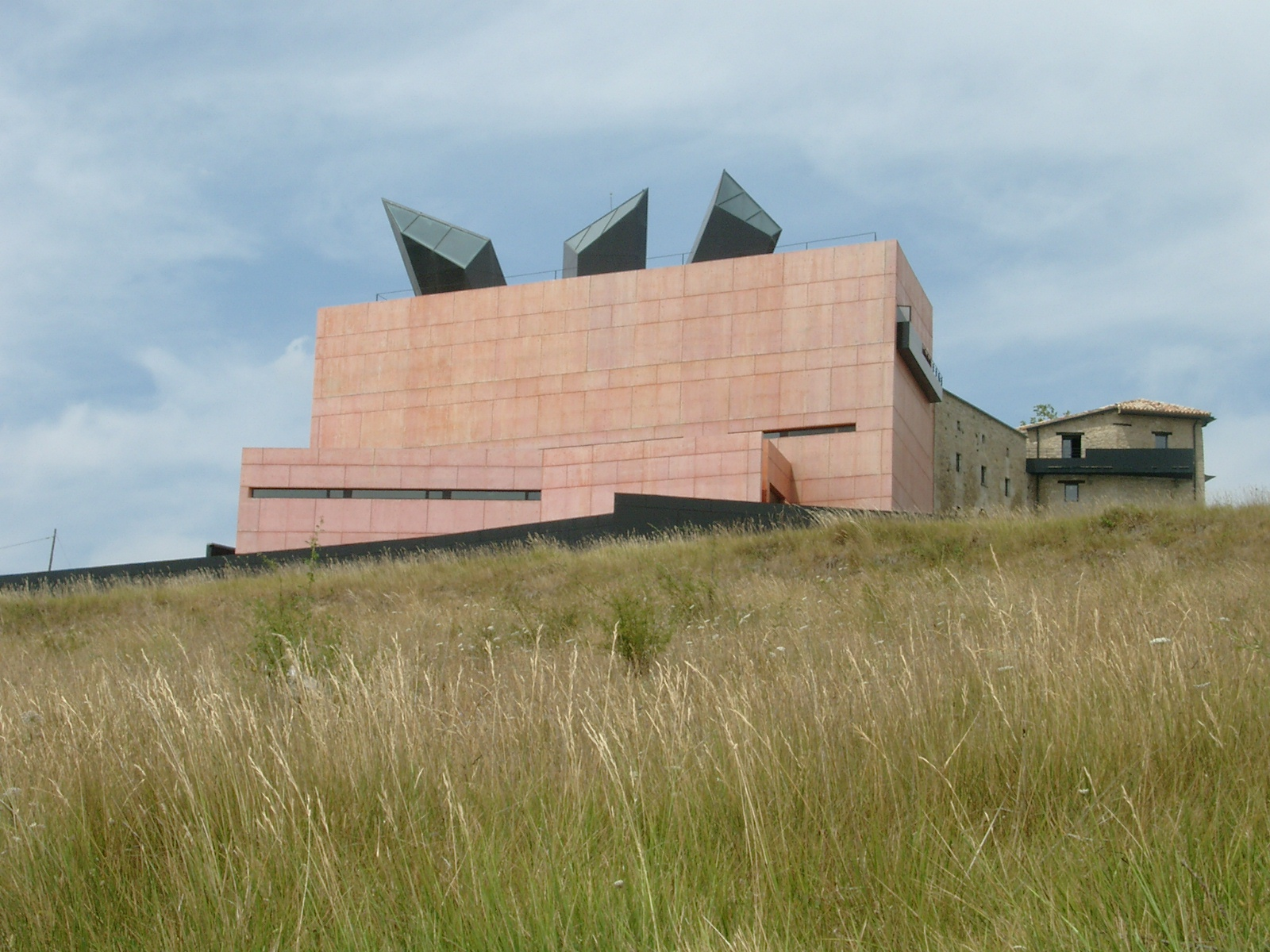
Museo Oteiza en Alzuza, Navarra.

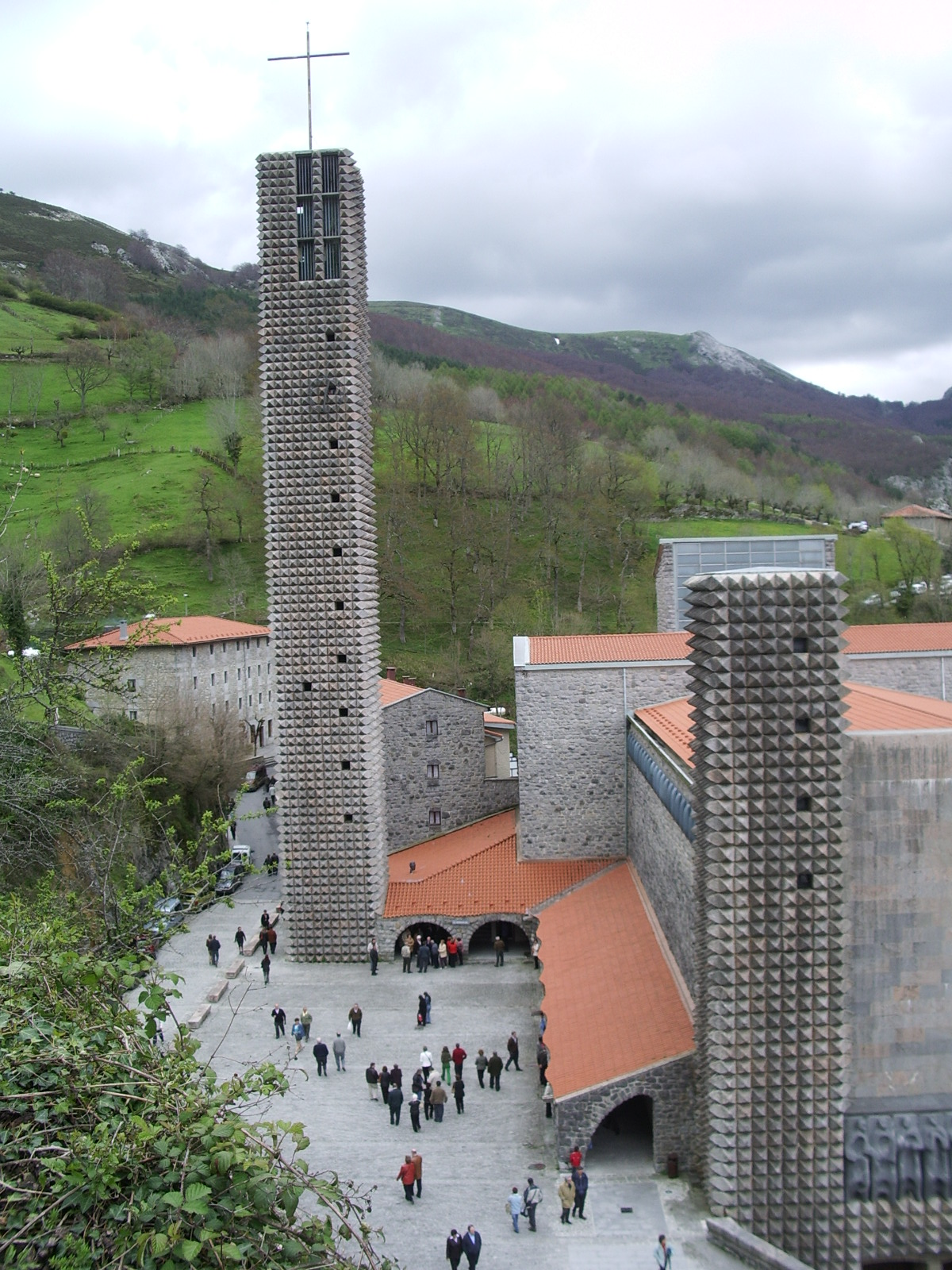
Santuario de Nuestra Señora de Aránzazu, en Oñate (Guipúzcoa).
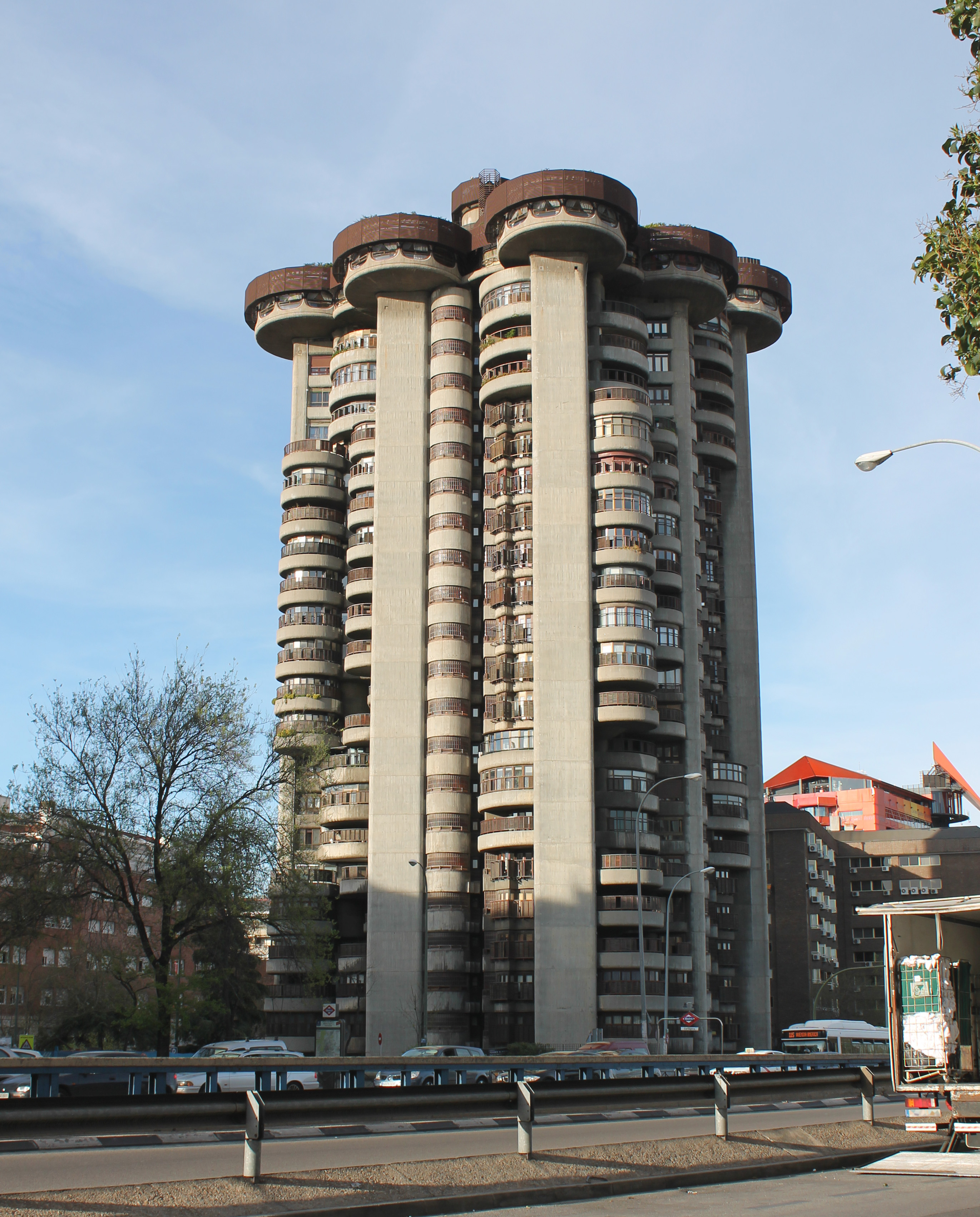
Torres Blancas, en Madrid.
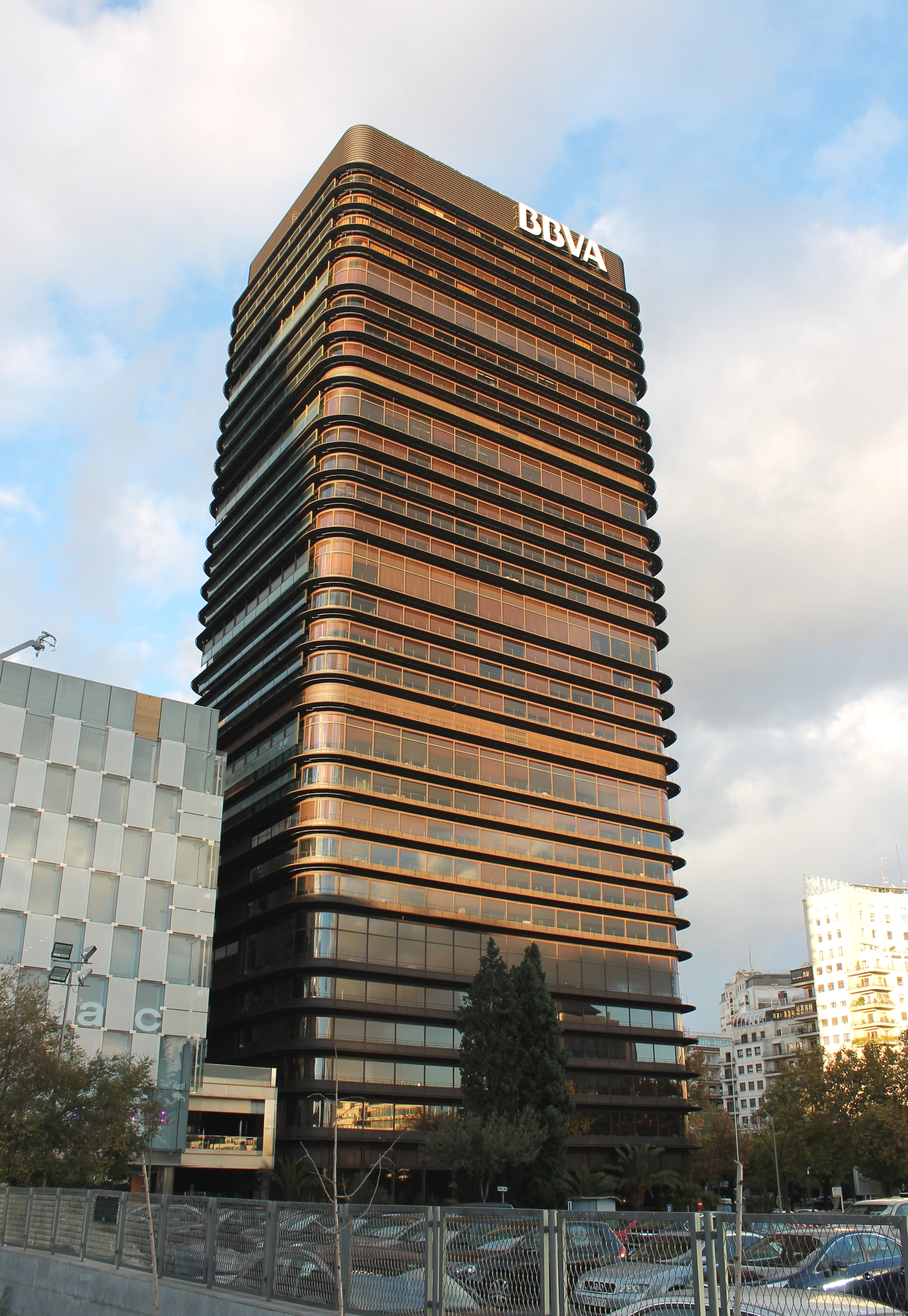
Torre del BBVA en Madrid.
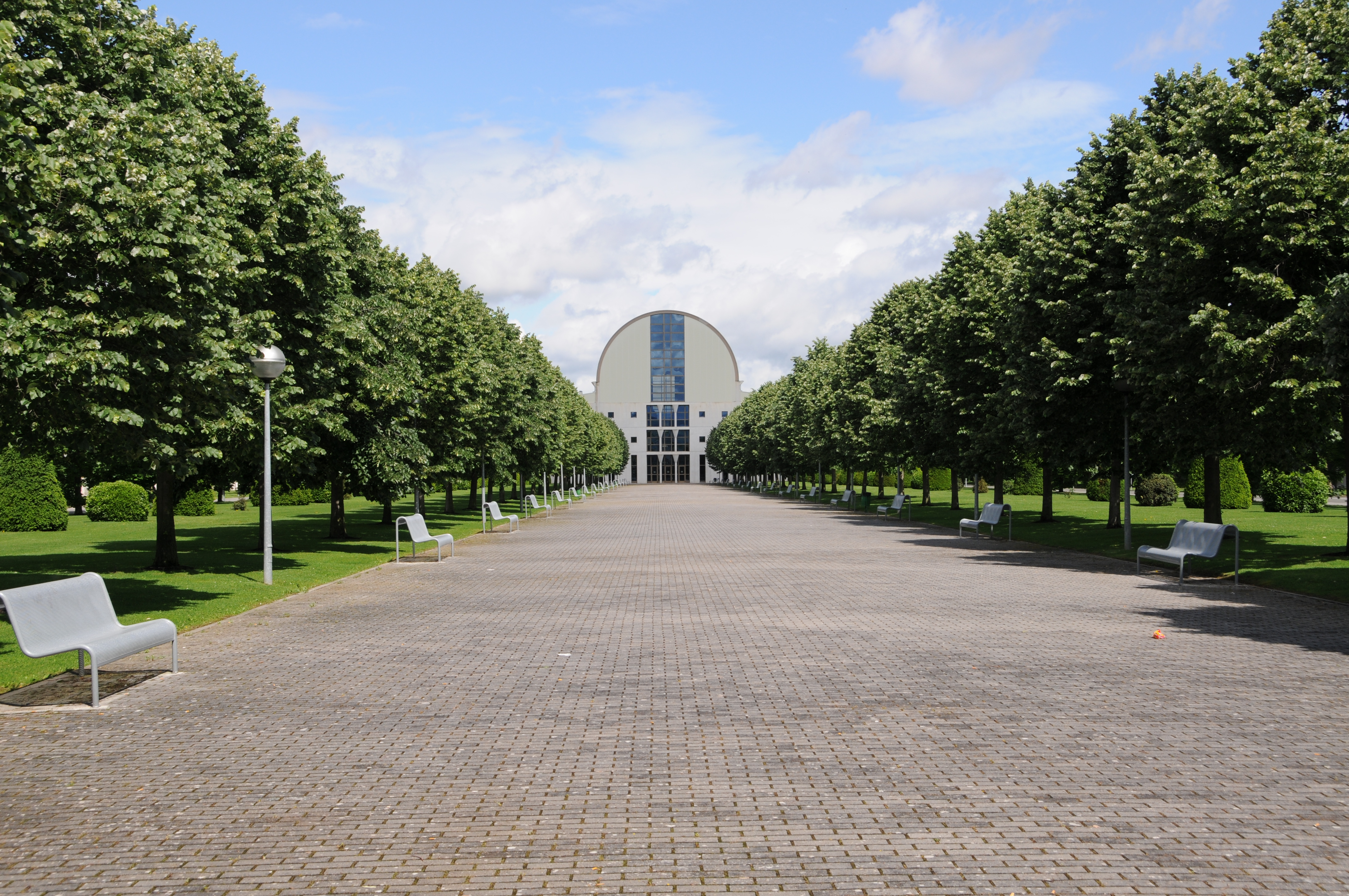
Universidad Pública de Navarra.
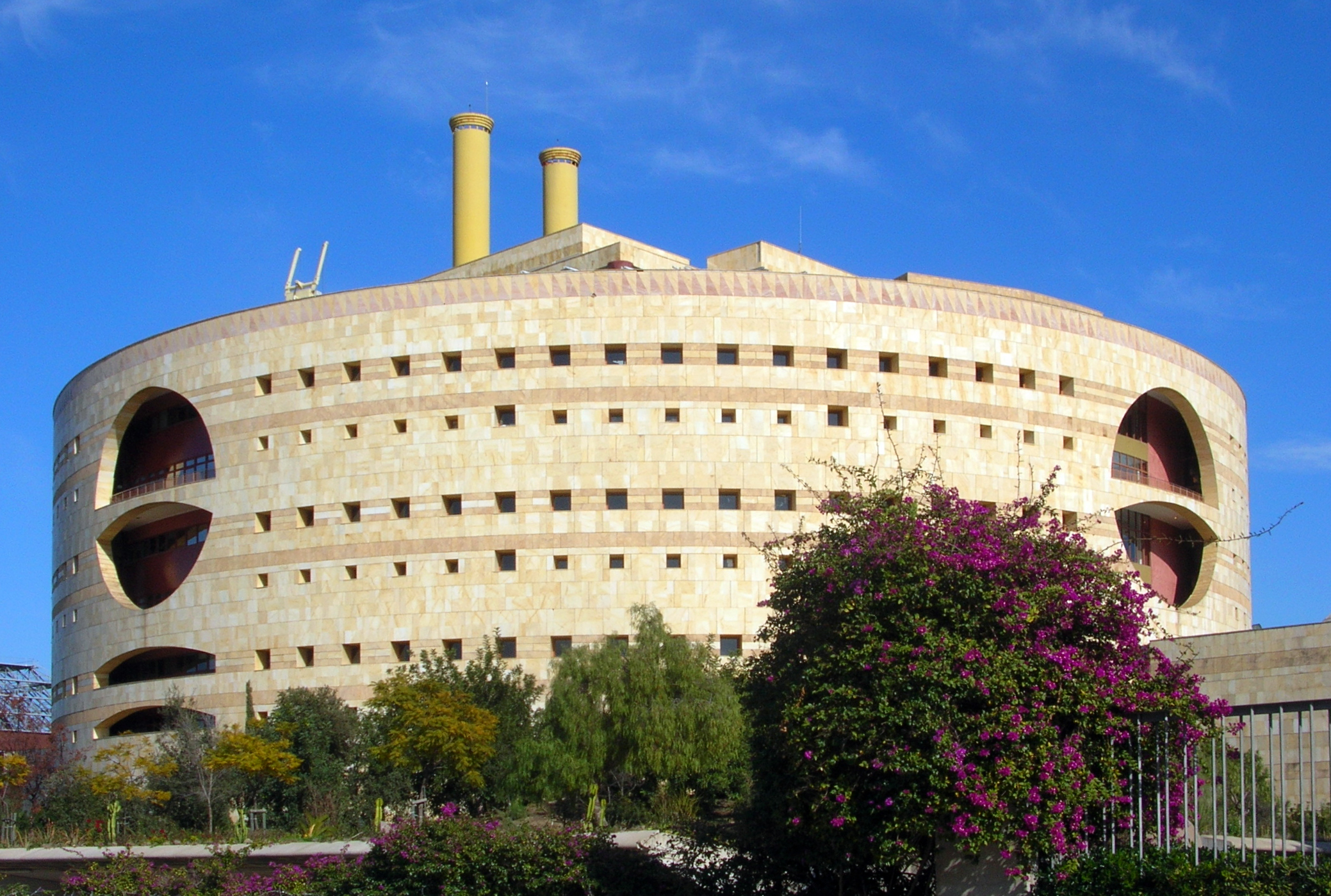
Edificio Torre-Triana en la isla de la Cartuja en Sevilla (1993).
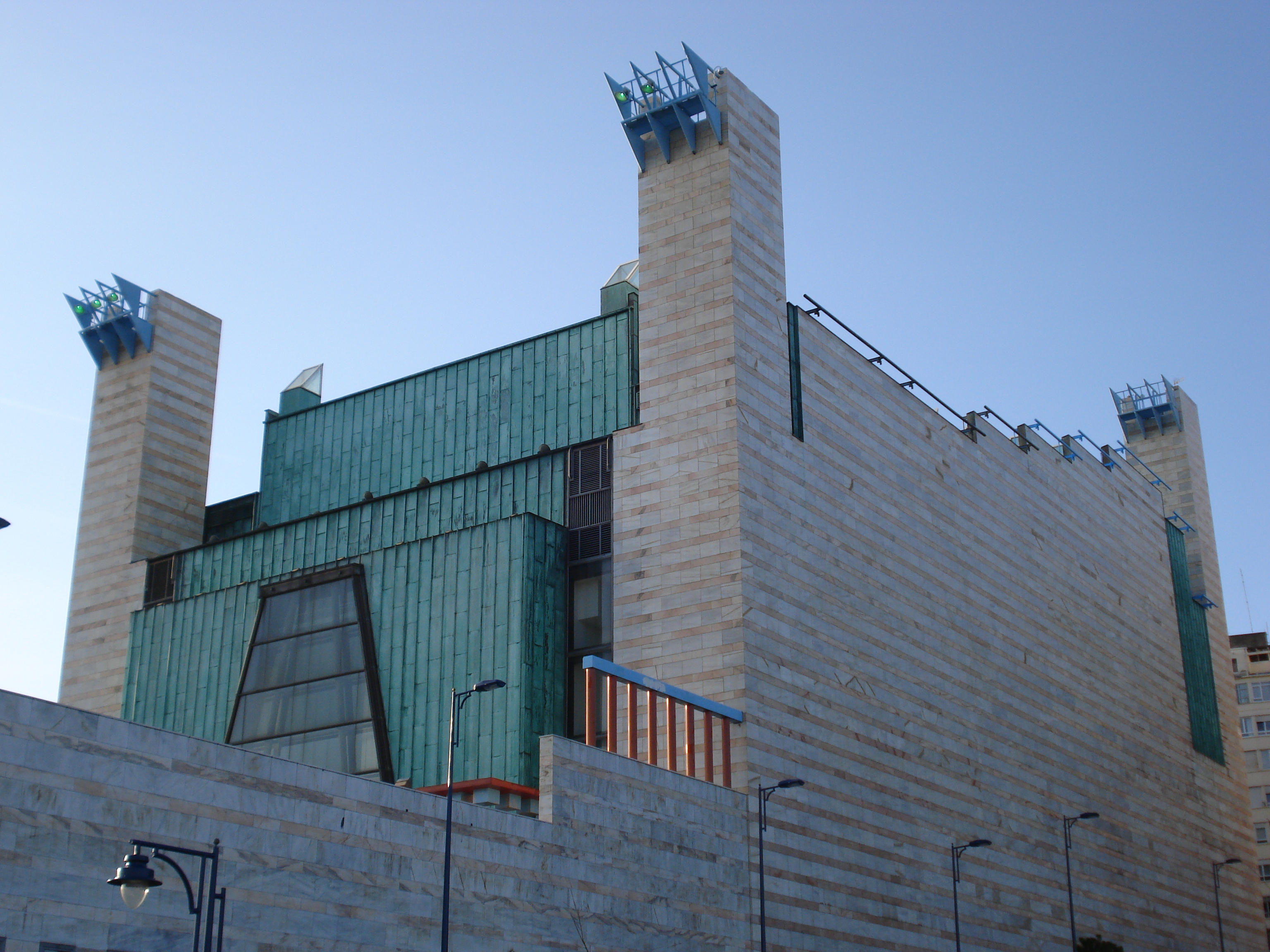
Palacio de Festivales de Cantabria.

### Otros proyectos

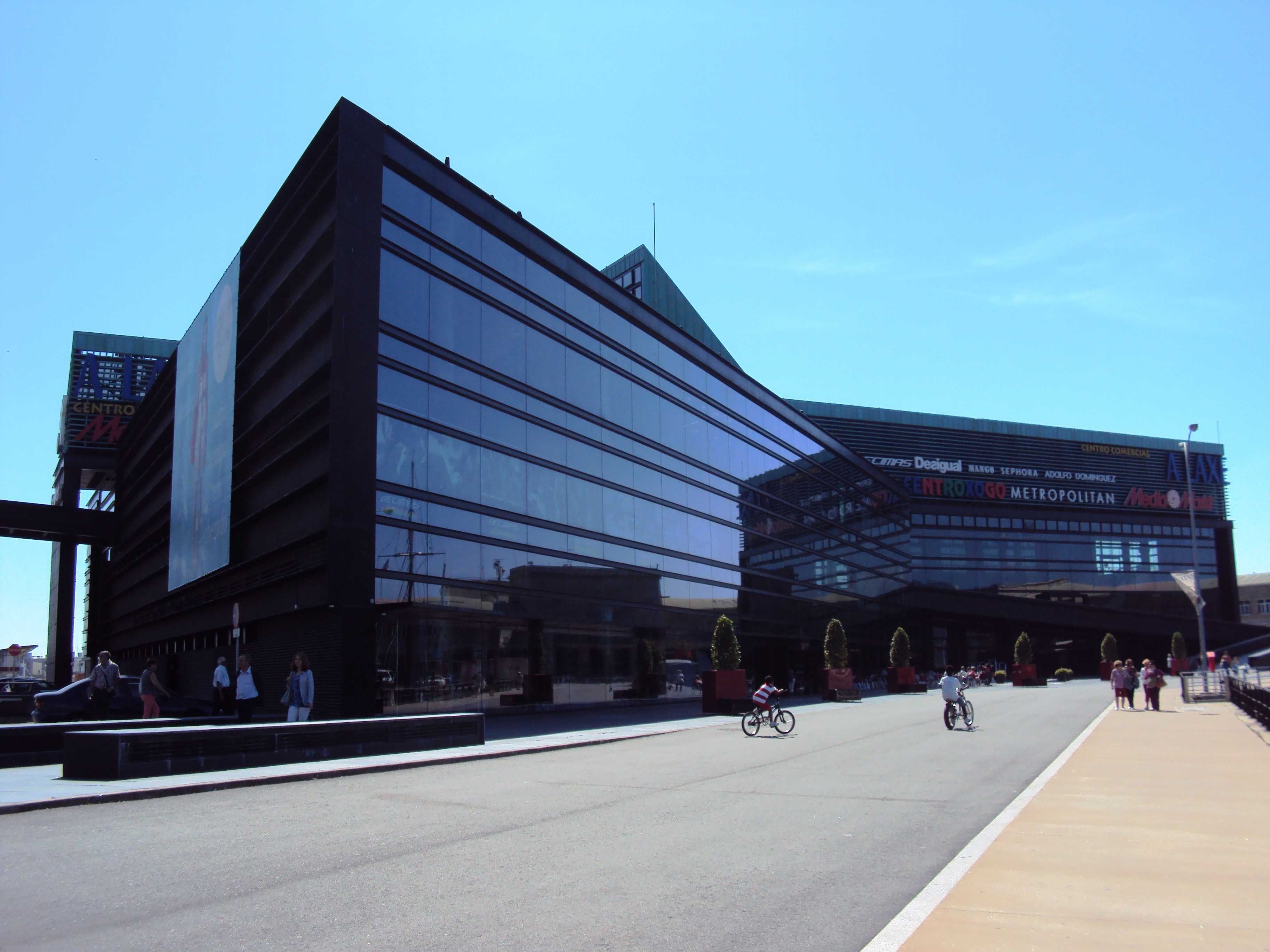
Centro Comercial A Laxe en Vigo, Galicia.

- Edificio de viviendas en la calle Fernando el Católico, Madrid, 1949.
- Propuesta de Capilla en el Camino de Santiago, 1954. En colaboración con el arquitecto José Luis Romany y el escultor Jorge Oteiza, y por el que ganarían el Premio Nacional de Arquitectura en 1954. Proyecto no construido.[3]
- Poblado de Entrevías, Madrid, 1956.
- Poblado de absorción Fuencarral-A, Madrid, 1955.
- Poblado dirigido de Calero, Colonia Nuestra Señora de Covadonga, Madrid, 1956.
- Iglesia parroquial de San Miguel Arcángel, Cadreita, Navarra, 1959.
- Casa Fernando Gómez, Durana (Álava), 1959-60.[10]
- Casa Lucas Prieto, Talavera de la Reina (Toledo), 1960.

- Ciudad Blanca de Alcudia. Cien apartamentos en Ciudad Alcudia, Palma de Mallorca, 1961. Sintetiza las ideas de viviendas sociales pero aplicadas a apartamentos para el ocio.
- Colegio Virgen Milagrosa, Oviedo, 1965.
- La "casa Arturo Echevarría", Madrid, 1971.
- Viviendas en la M-30, Madrid, 1986-1990. Inmenso bloque de 346 viviendas sociales de 80 m² junto a la autovía M-30. El edificio da la espalda al ruido y contaminación del tráfico y se abre al interior con un patio ajardinado. Inicialmente hubo un gran rechazo por parte de los nuevos vecinos realojados de poblados chabolistas.[3] Se quejaban de que apenas cabía una cama de 1,35m en el dormitorio principal, la ventana de la cocina se abría sobre los fuegos y algunas paredes eran curvas.[8] Un año después recibió el Premio de Urbanismo del Ayuntamiento de Madrid.
- Los pabellones del IFEMA (Recinto Ferial Juan Carlos I), Madrid, 1987.

- Villa Fabriciano (1987).
- Universidad de Granada (1988).

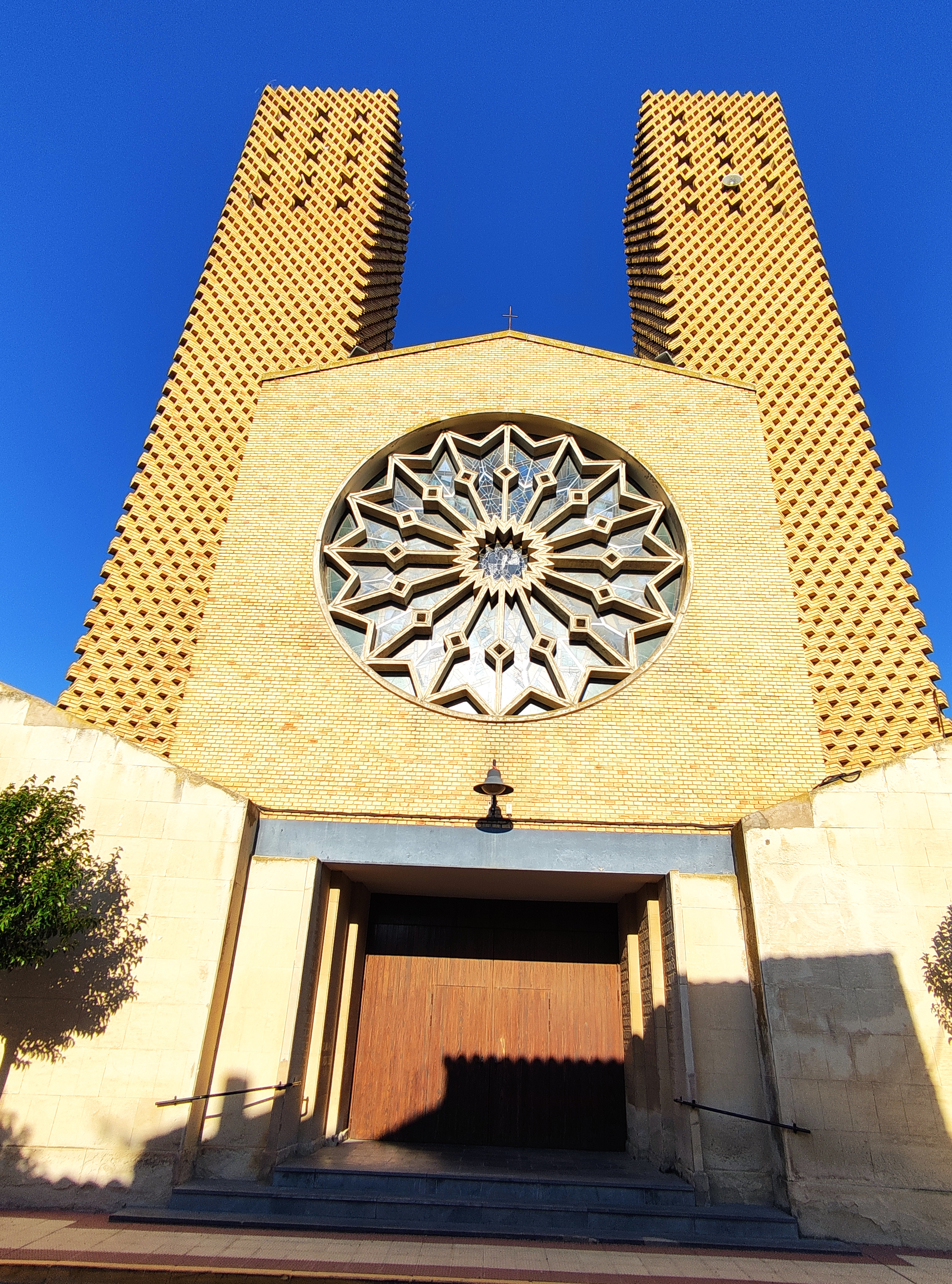
Iglesia parroquial de San Miguel Arcángel, en Cadreita (Navarra)

- Centro Atlántico de Arte Moderno, Las Palmas de Gran Canaria, 1989.
- Alternativa Concurso estadio de Anoeta, San Sebastián, 1989.
- Universidad Pública de Navarra, Pamplona, 1989-1993.
- Concurso de Ideas del Palacio de Congresos, Marbella, 1990.
- Oficinas de la Hermandad de Arquitectos de Madrid (1990).
- Escuela de Administración Pública de Mérida (1990).
- Ordenación de la Plaza de San Francisco, Palma de Mallorca, 1991.
- Pabellón Polideportivo Cubierto, Plasencia, 1991.
- Segunda solución para el Palacio de Congresos, Marbella, 1992.
- Concurso Palacio de la Música y Congresos, Bilbao, 1992.
- Edificios de oficinas en la avenida de Pío XII, Madrid, 1993.
- Centro Cultural de Villaviciosa de Odón (Madrid, 1997).
- Fundación museo Jorge Oteiza, Obra póstuma, Alzuza, Navarra, 2003.
- Centro Comercial A Laxe, Obra póstuma, Vigo, 2008.[11]

## Premios
- 1946 Premio Nacional de Arquitectura, por su propuesta para la plaza del Azoguejo (Segovia), en colaboración con Luis Laorga.
- 1954 Premio Nacional de Arquitectura por el proyecto de capilla en el Camino de Santiago.
- 1974 Medalla de oro otorgada por el Comité de la Excelencia Europea por el edificio "Torres Blancas".[12]
- 1989 Premio Antonio Camuñas de Arquitectura
- 1989 Medalla de Oro de la Arquitectura, del Consejo Superior de Arquitectos de España
- 1991 Premio de Arquitectura y Urbanismo del Ayuntamiento de Madrid por el edificio de viviendas en la M-30.
- 1993 Premio Príncipe de Asturias de las Artes.
- 2000 Medalla de oro de la Universidad Pública de Navarra.